# Sim Sung-chol
Sim Sung-chol (* 20. März 1976) ist ein nordkoreanischer Fußballtorhüter. 

## Karriere
Sim tritt international als Spieler der Sportgruppe 25. April in Erscheinung, dem Klub der Koreanischen Volksarmee.
Zwischen 2004 und 2005 kam der Torhüter zu mindestens zehn Einsätzen in der nordkoreanischen Nationalmannschaft, darunter sieben in der Qualifikation für die Weltmeisterschaft 2006. In der Qualifikationsrunde der Ostasienmeisterschaft 2005 wurde er als Stammtorhüter eingesetzt, am Finalturnier nahmen dann allerdings Kim Myong-gil und Ri Myong-dok teil.